# Wielka szachownica
Wielka szachownica (ang. The Grand Chessboard. American Primacy And Its Geostrategic Imperatives) – koncepcja geopolityczna stworzona przez Zbigniewa Brzezińskiego, a zarazem tytuł jego książki wydanej w języku angielskim w 1997 roku i w polskim przekładzie w 1998 roku. Autor zadedykował ją swoim studentom, by pomogła im kształtować przyszły świat. Książka, zawierająca wiele map, została podzielona na 7 rozdziałów, z których każdy omawia odrębny geopolitycznie, kluczowy obszar globu.

## Źródła koncepcji
Wśród źródeł koncepcji wielkiej szachownicy wymienia się:
- Nawalizm, doktrynę Alfreda Thayera Mahana – podstawą potęgi jest marynarka wojenna i kontrola wybrzeży. Kładzie nacisk na tereny rdzeniowe Azji[7];
- Teorię Halforda Mackindera – uważał, że era potęgi morskiej minęła. Kluczowym obszarem jest Heartland, na który składają się obszary Azji Środkowo-Wschodniej, do których wrotami są tereny Europy Środkowo-Wschodniej[8][9];
- Teorię Nicholasa Spykmana, który uważał, że najważniejszy jest tzw. Rimland – wybrzeża Eurazji. Stanowią one bufor pomiędzy mocarstwami lądowymi i morskimi[10].

## Wielka szachownica
Obszar wielkiej szachownicy:
- Obszar Eurazji[12]
  - znajdują się na nim 2 z 3 kluczowych regionów globu[13]
  - wytwarza 60% światowego PKB[13]
  - posiada ¾ znanych światowych zasobów surowców energetycznych[13]
  - żyje tu 75% ludności świata[13]
  - stanowi wrota do Afryki i Australii[13]
- Szachownica euroazjatycka

1. Obszar zachodni[12]
2. Obszar południowy[12]
3. Obszar wschodni[12]
4. Obszar centralny[12]

- Kluczowe są peryferia: Azja Południowo-Wschodnia i Europa[14]
- Największe geopolityczne zagrożenie stworzyłoby połączenie się Centrum z innym regionem[15]

## Gracze
Powierzchnia kuli ziemskiej to pole gry – szachownica. W rozgrywce uczestniczą gracze o różnym statusie:
- Stany Zjednoczone – jedyny globalny hegemon (supermocarstwo)[17];
- Aktywni globalni gracze na szachownicy – państwa, które ze względu na swoją potęgę mogą i chcą przekształcać istniejący ład geopolityczny w stopniu oddziałującym na politykę Stanów Zjednoczonych. Prowadzą one zaangażowaną, wielowymiarową politykę, śmiało artykułują swoje cele, angażują się ideologicznie. Należą do nich Francja, Niemcy, Rosja, Chiny, Indie[18];
- Państwa bardzo ważne, ale nieaktywne na arenie międzynarodowej: Wielka Brytania, Japonia, Indonezja[18];
- Państwa krytycznie istotne geopolitycznie – tzw. sworznie (geopolitical pivots): Ukraina, Azerbejdżan, Korea Południowa, Turcja, Iran. O ich statusie decyduje położenie geograficzne oraz zasoby surowców[18];
- Dałoby się przedstawić przekonujące argumenty, że sworzniami geopolitycznymi mogą być Tajwan, Tajlandia i Pakistan, może również Kazachstan i Uzbekistan[19].

## Pierwsze wydania książki Zbigniewa Brzezińskiego w różnych językach
- Zbigniew Brzezinski, The Grand Chessboard. American Primacy And Its Geostrategic Imperatives, Basic Books, New York 1997, ISBN 978-0-465-02725-5
- Zbigniew Brzezinski, Die einzige Weltmacht. Amerikas Strategie der Vorherrschaft, przedm. Hans-Dietrich Genscher, tłum. Angelika Beck, Beltz, Berlin 1997, ISBN 978-3-88679-303-7
- Zbigniew Brzezinski, Le grand échiquier. L'Amérique et le reste du monde, przedm. Gérard Chaliand, tłum. Michel Bessière, Michelle Herpe-Voslinsky, Bayard, Paris 1997, ISBN 978-2-227-13519-2
- Zbigniew Brzeziński, Wielka szachownica. Główne cele polityki amerykańskiej, przedm. Kazimierz Dziewanowski, tłum. Tomasz Wyżyński, Świat Książki, Warszawa 1998, ISBN 83-7129-741-6[a]
- Zbigniew Brzezinski, El gran tablero mundial. La supremacía estadounidense y sus imperativos geostratégicos, tłum. Mónica Salomón González, Editorial Paidós, Barcelona 1998, ISBN 978-84-493-0624-2
- Zbigniew Brzezinski, Velká šachovnice. K čemu Ameriku zavazuje její globální převaha, tłum. Zina Freundová, Anna Grušová, Mladá fronta, Praha 1999, ISBN 80-204-0764-2